# Вицари (Кампобасо)
Вицари је насеље у Италији у округу Кампобасо, региону Молизе.
Према процени из 2011. у насељу је живело 24 становника. Насеље се налази на надморској висини од 202 м.